# 三嶋啓介
三嶋 啓介（みしま けいすけ、1985年10月18日 - ）は、日本の俳優。
幼少期から大学入学まで、モデル事務所に所属して芸能界で俳優として活動をしていた。日本大学法学部卒業後、2010年より東京本社 オフィスコンサルティング事業部で勤務している。

## 主な出演作品

### テレビドラマ
- 木曜の怪談 MMR未確認飛行物体 第9話（1996年6月27日、フジテレビ） - 皇一行（少年時代） 役
- 燃えろ!!ロボコン（1999年1月31日 - 2000年1月23日、テレビ朝日） - 栗原オサム 役
- サラリーマン金太郎2 第4話（2000年4月30日、TBS）
- エイジ（2000年7月20日、NHK総合） - タカやん 役
- 仮面ライダーアギト 第40話（2001年11月11日、テレビ朝日） - 若い男 役[1]
- 美少女戦士セーラームーン Act.7・Act.26（2003年11月15日・2004年4月3日、CBC・TBS系） - 高井康太 役
- スワンの馬鹿! 〜こづかい3万円の恋〜 第2話（2007年10月23日、関西テレビ・フジテレビ系） - カフェ店員 役

### 映画
- アカルイミライ（2003年1月18日、アップリンク） - 洋一 役

### オリジナルビデオ
- 燃えろ!!ロボコンVSがんばれ!!ロボコン（1999年12月10日、東映ビデオ） - 栗原オサム 役

### MV
- THE YELLOW MONKEY「JAM」（1996年2月29日）[2]
- 吉井和哉「バッカ」（2007年12月19日）[2]